# Kīpahulu
Koordinaten: 20° 39′ 39″ N, 156° 6′ 0″ W

Historischer Bezirk Kīpahulu

Kīpahulu ist ein gemeindefreies Gebiet im Bezirk Hāna im Südosten der Insel Maui.

## Ort und Erreichbarkeit
Kīpahulu befindet sich südlich von Hāna und östlich von Kaupō. Auf dem Landweg ist der Ort von Norden über die Road to Hāna erreichbar oder von Westen über den Piʻilani Highway (Hawaii State Route 31), der 2008 nach einer fast zweijährigen Schließung wegen Erdbebenschäden wiedereröffnet wurde. Der Piʻilani Highway ist die einzige Hauptstraße in Kīpahulu und alle besiedelten Gebiete befinden sich entlang dieser Straße.
Kīpahulu hat keine Strom- oder Wasserversorgung. Das einzige öffentliche Versorgungsunternehmen ist das Telefonnetz. Wasser wird aus den Bächen gewonnen, die vom Haleakalā herabfließen. Die Kaupō Ranch unterhält hierzu einen kleinen Staudamm und eine Wasserleitung zur Versorgung der Anwohner.

## Geschichte
Die erste schriftliche Beschreibung von Kīpahulu wurde 1786 von Jean-François de La Pérouse verfasst, als er entlang der Südostküste von Maui auf der Suche nach einem Ankerplatz segelte:

„Ich fuhr die Küste entlang in einer Entfernung von einer Leuge. [...] Wir sahen Wasser in Kaskaden herabfallen. [...] Die Bewohner sind so zahlreich, dass man einen Bereich von 3–4 Leugen für ein einzelnes Dorf annehmen kann. Die Hütten liegen an der Küste, so dass der bewohnbare Teil der Insel weniger als eine halbe Leuge umfasst. Nach dem Passieren von Kaupō sind keine Wasserfälle mehr zu sehen, und die Dörfer werden weniger.“

Das Flachland von Kīpahulu war einst dicht besiedelt. Das Gebiet umfasste hunderte von Feldern und landwirtschaftliche Terrassen, die Hunderte von Menschen versorgen konnten, und war früher das Zentrum eines der alten Bezirke (moku). Bei archäologischen Untersuchungen im nahen Küstenbereich wurden über 700 archäologische Hinterlassenschaften in den untersuchten 8,1 km² gefunden, darunter Steinhügel, Mauern und Erdterrassen.
Diese Küstendörfer bestanden aus Häusergruppen für Großfamilien (hawaiisch: ʻohana) und umfassten Wohnräume, Kochhäuser und Hütten für Werkstätten, Lagerräume und Kanus. Weitere Wohngebäude, die gelegentlich genutzt wurden, befanden sich weiter oben in der gesamten Anbaufläche. Alle Häuser waren eingeschossige, einräumige Holzrahmengebäude mit Pflanzenmaterial gedeckten Wänden und Dächern. Kleine Steinschreine gehörten zu den Dorfsiedlungen.
Mit der Entwicklung der Walfangindustrie auf der Insel in den 1880er Jahren begann in Kīpahulu die Bevölkerung abzunehmen, da die Menschen in die wichtigsten Walfanghäfen wie Lāhainā umzogen.
In den frühen 1900er Jahren war Kīpahulu einer der regelmäßig genutzten Häfen für die Inter-Island Steam Navigation Company. Dampfschiffe sorgten für den Passagierservice rund um Maui und zwischen den Inseln. Der Hafen bot auch Landwirten und Viehzüchtern die Möglichkeit, ihre Waren auf den Markt zu bringen. Heute ist das Gebiet des ehemaligen Landungsplatzes Privatbesitz, wird aber durch The Nature Conservancy geschützt.

## Sehenswürdigkeiten
- Grab von Charles Lindbergh, der auf dem Gelände der Palapala Hoʻomau Kirche begraben ist
- Kīpahulu-Teil des Haleakalā-Nationalparks ʻOheʻo Gulch (Seven Sacred Pools)
- Pīpīwai-Wanderweg, der zu den Waimoku Falls führt[6]

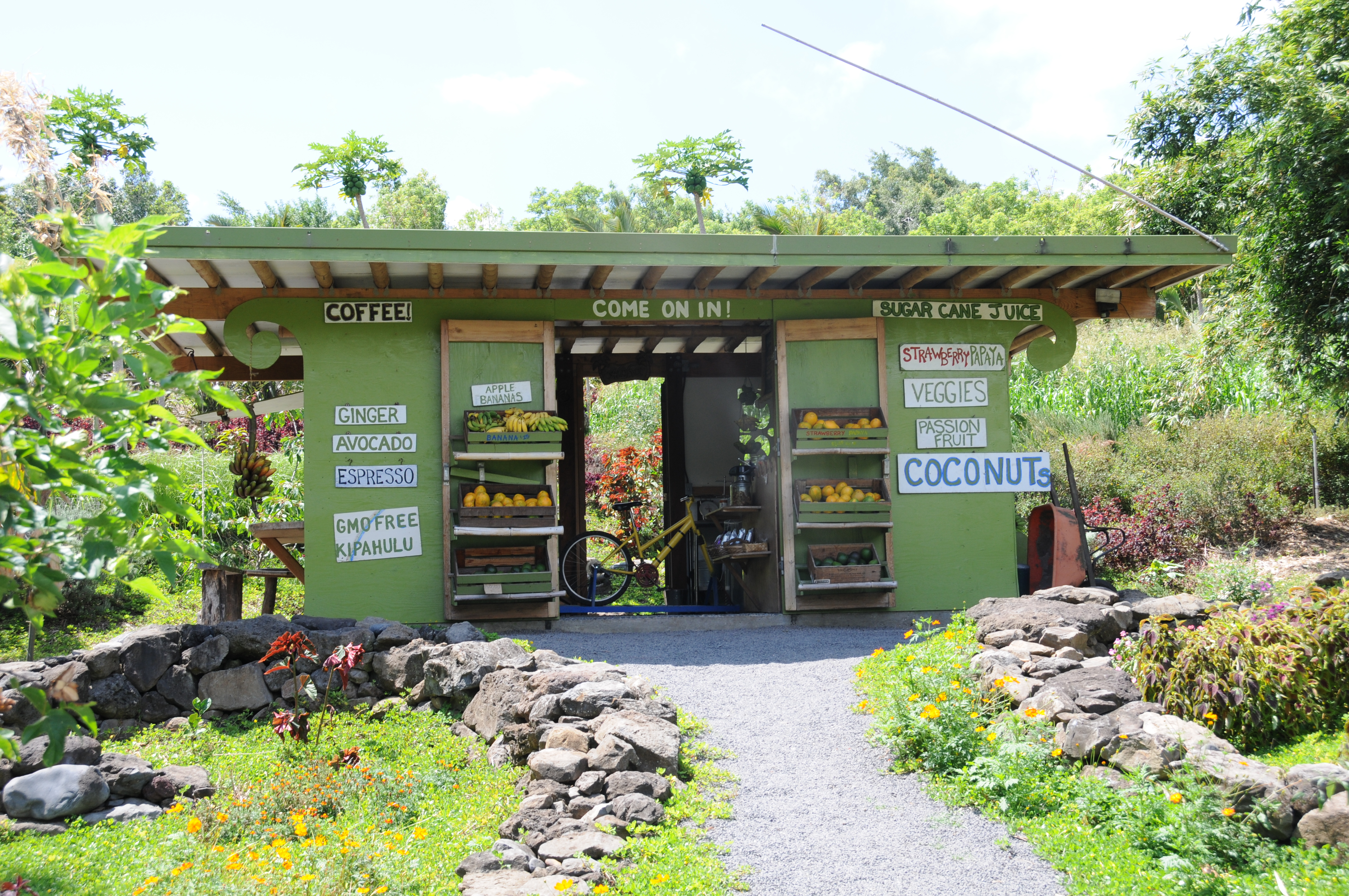
Laulima Obststand
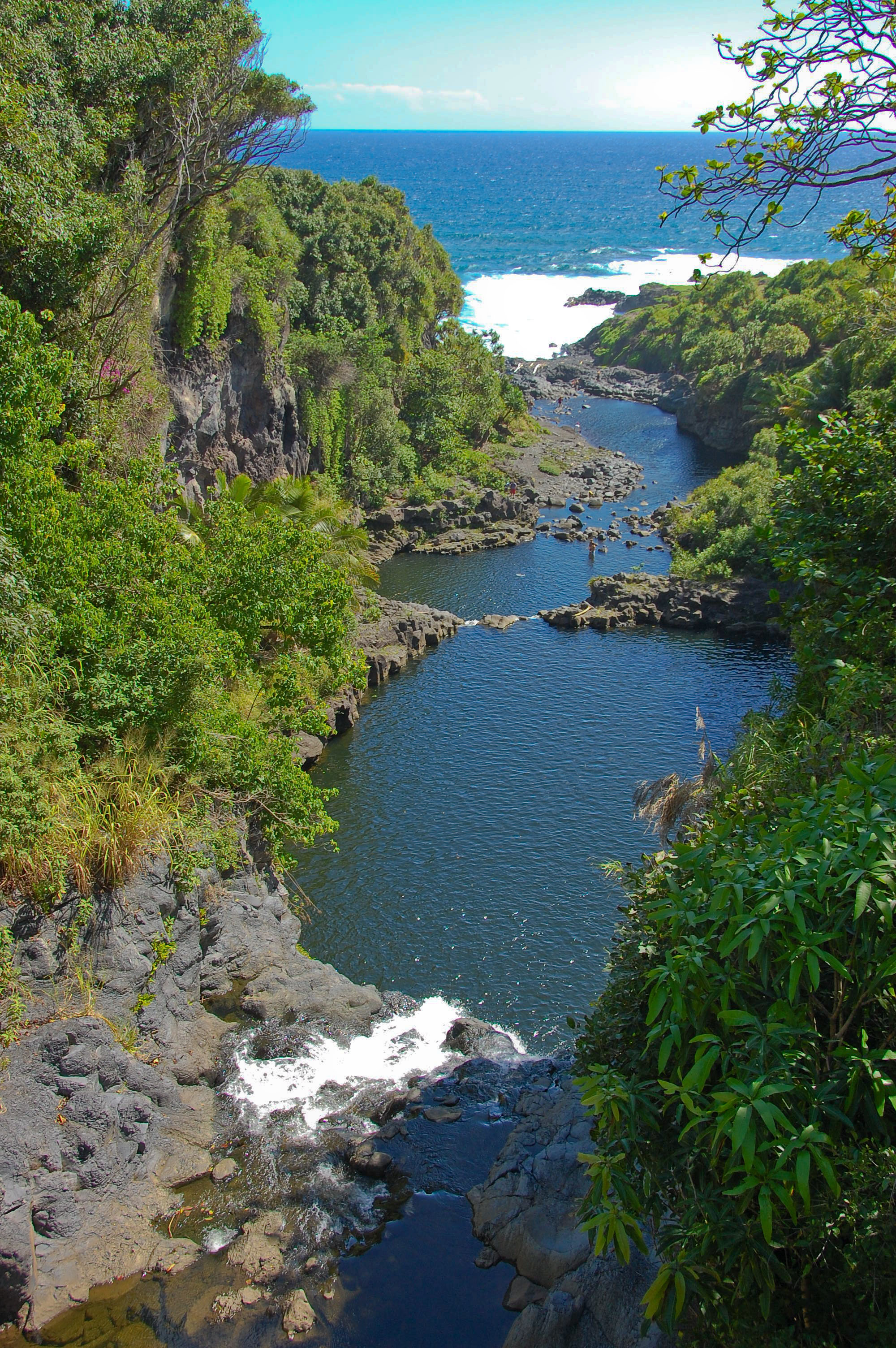
Wasserbecken in ʻOheʻo Gulch
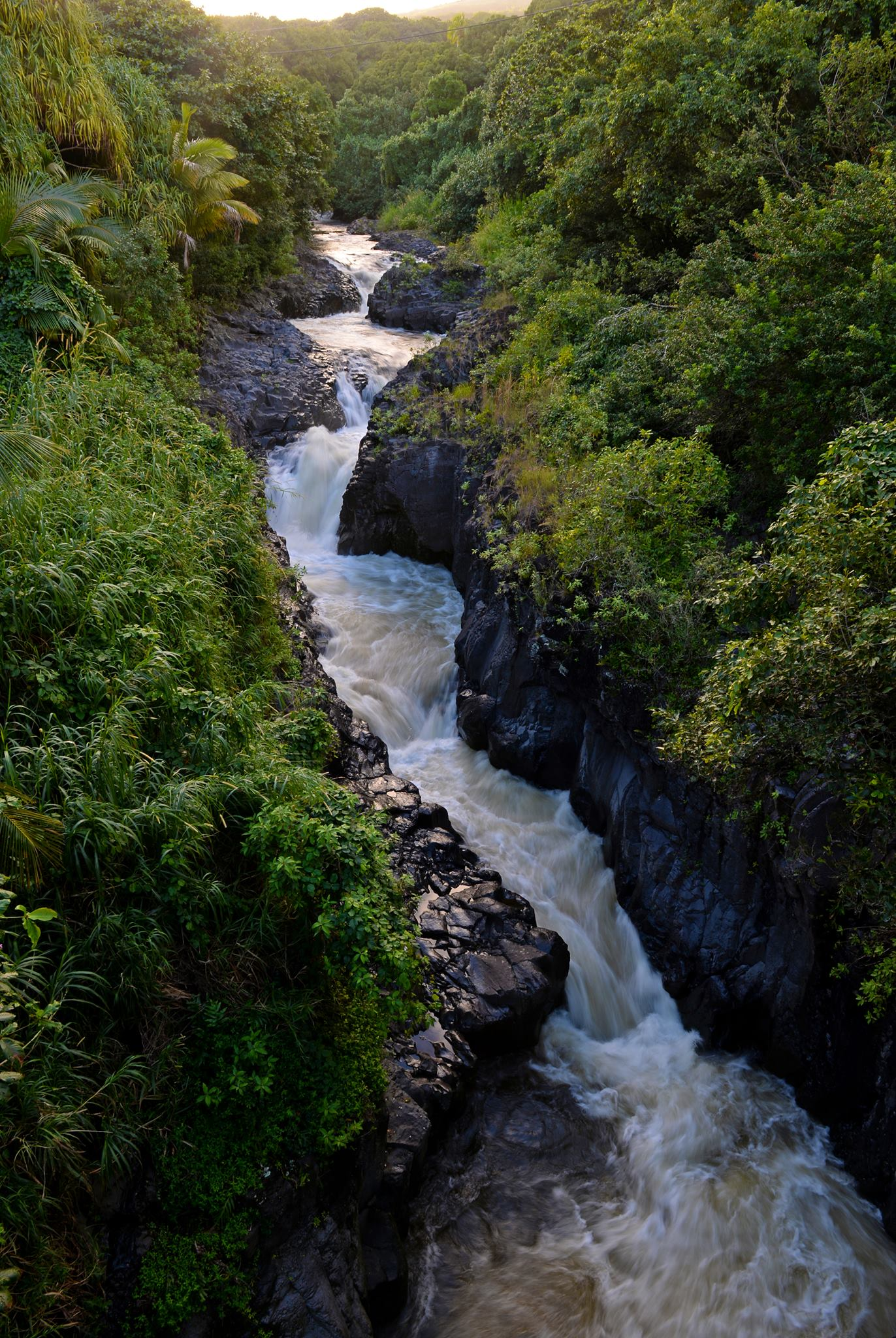
ʻOheʻo Gulch (Seven Sacred Pools)
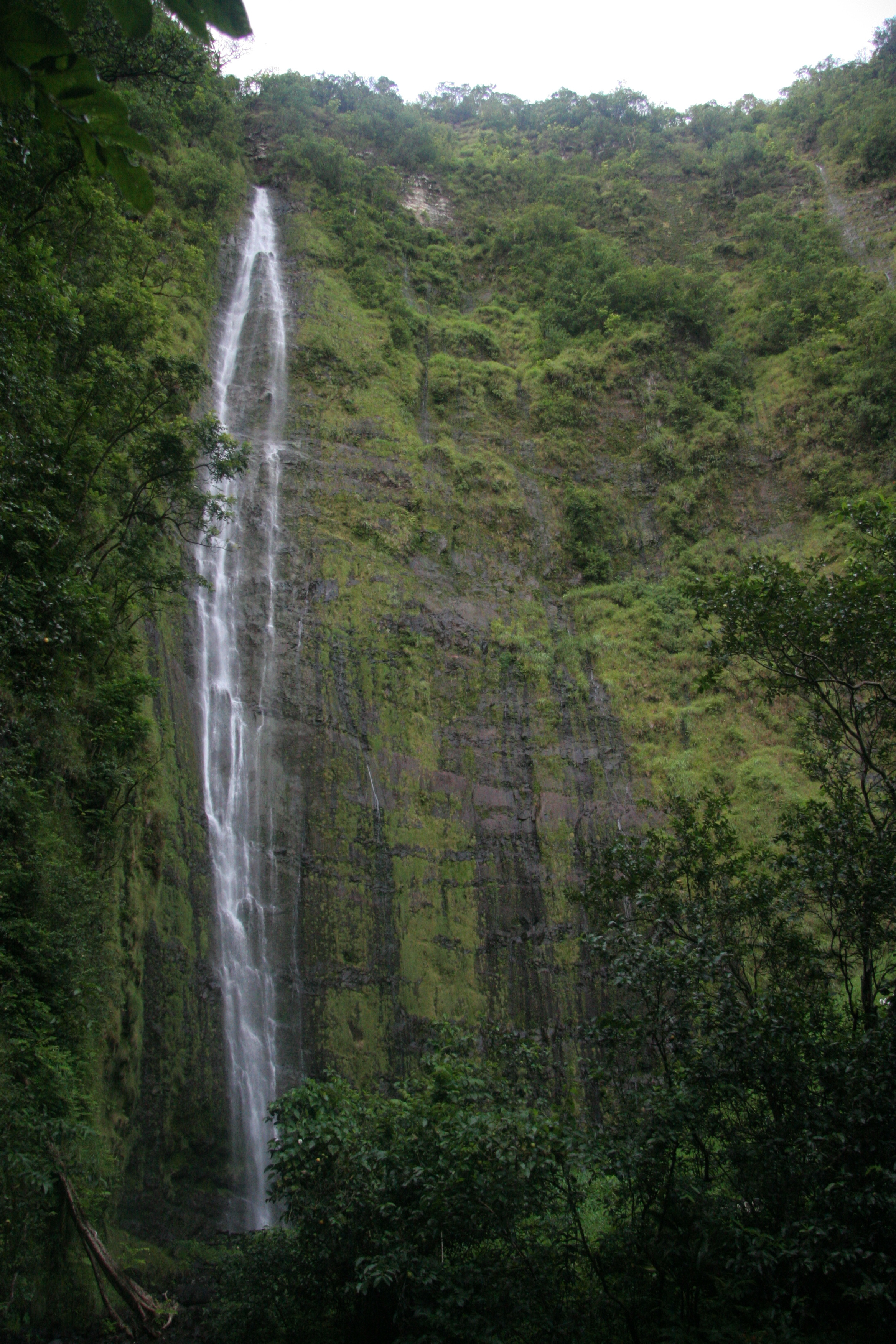
Waimoku Falls

## Haleakalā-Nationalpark
Der Haleakalā-Nationalpark wurde 1960 als eigenständige Einheit des Nationalparksystems gegründet. Damals bestand der Park nur aus dem Kraterbereich des Haleakalā. Am 26. März 1951 wurde das Tal von Kīpahulu als Biologiereservat Kīpahulu zum Haleakalā-Nationalpark (HNP) hinzugefügt, um den Schutz gefährdeter Ökosysteme innerhalb des Schutzgebiets zu gewährleisten. Achtzehn Jahre später, am 10. Januar 1969, wurden die Grenzen der HNP um den Küstenbereich Kīpahulu von ʻOheʻo erweitert.
Obwohl der Zugang zum Biologiereservat Kīpahulu streng auf Forscher und Manager beschränkt wurde, ist die Region ʻOheʻo des Parks für Erholungszwecke zugänglich. Zu den Attraktionen gehören die ʻOheʻo Pools, die oft als Seven Sacred Pools bezeichnet werden (eine Bezeichnung, die von Tourismusverantwortlichen geprägt wurde), ein mit dem Auto zugänglicher Campingplatz und mehrere gewartete Wege, wie der vier Meilen lange Pīpīwai Loop Trail zum Waimoku Wasserfall. Die Kīpahulu ʻOhana, eine gemeinnützige Gemeinschaftsorganisation, die 1995 durch eine Kooperationsvereinbarung mit dem Haleakalā-Nationalpark gegründet wurde, um die Praktiken der traditionellen hawaiischen Kultur wiederzubeleben, wiederherzustellen und zu teilen, führt auch gemeindebasierte Kulturreisen in der Region durch.